# John Vane
John Robert Vane (Tardebigg, 29 de março de 1927 — Farnborough, 19 de novembro de 2004) foi um farmacêutico britânico.

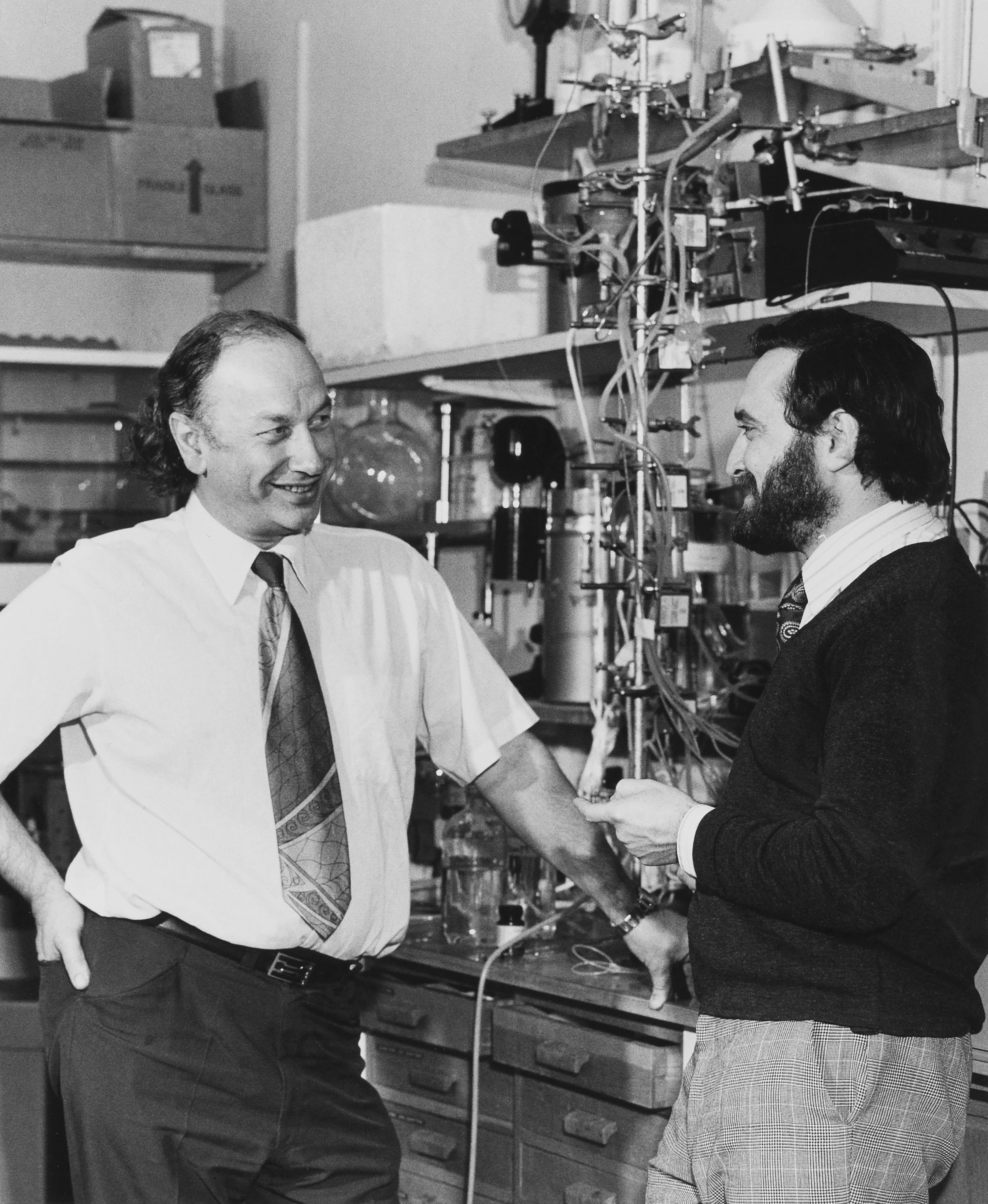
John Vane e Salvador Moncada na década de 1960

Foi agraciado com o Nobel de Fisiologia ou Medicina de 1982, por pesquisas sobre prostaglandinas.